# Совет Министров Казахской ССР (1967)
Список Совета Министров Казахской ССР образованного 12 апреля 1967 г. постановлением Верховного Совета Казахской ССР.

## Руководство
1. Председатель Совета Министров Казахской ССР — Бейсебаев, Масымхан.
2. Первый заместитель председателя Совета Министров Казахской ССР — Вартанян, Артем Мисакович.
3. Первый заместитель председателя Совета Министров Казахской ССР — Слажнев, Иван Гаврилович.
4. Заместитель председателя Совета Министров Казахской ССР, Министр иностранных дел Казахской ССР — Бультрикова, Балжан.
5. Заместитель председателя Совета Министров Казахской ССР — Зорин, Иван Иванович.
6. Заместитель председателя Совета Министров Казахской ССР — Иксанов, Мустахим Белялович.
7. Заместитель председателя Совета Министров Казахской ССР, председатель Государственного планового комитета Совета Министров Казахской ССР — Кетебаев, Камалбай.
8. Заместитель председателя Совета Министров Казахской ССР — Симаков, Каюм Мухамеджанович.

## Министры
1. Министр высшего и среднего специального образования Казахской ССР — Билялов, Калий.
2. Министр геологии Казахской ССР — Салимбаев, Ахметжан.
3. Министр здравоохранения Казахской ССР — Сеньков, Николай Осипович.
4. Министр культуры Казахской ССР — Омаров, Ильяс Омарович.
5. Министр легкой промышленности Казахской ССР — Ибрагимов, Вагиз Галимович.
6. Министр лесной, целлюлозно-бумажной и деревообрабатывающей промышленности Казахской ССР — Никифоров, Михаил Валентинович.
7. Министр мелиорации и водного хозяйства Казахской ССР — Сарсембаев, Султан Момынович.
8. Министр монтажных и специальных строительных работ Казахской ССР — Хохлов, Иван Николаевич.
9. Министр мясной и молочной промышленности Казахской ССР — Кроха, Юрий Андреевич.
10. Министр охраны общественного порядка Казахской ССР — Кабылбаев, Шракбек.
11. Министр пищевой промышленности Казахской ССР — Шеффер, Анатолий Павлович.
12. Министр промышленности строительных материалов Казахской ССР — Паримбетов, Беркимбай Паримбетович.
13. Министр просвещения Казахской ССР — Айманов, Кенжалы.
14. Министр рыбного хозяйства Казахской ССР — Утегалиев, Исхак Махмудович.
15. Министр связи Казахской ССР — Елибаев, Абдуразак Алписбаевич.
16. Министр сельского строительства Казахской ССР — Ильин, Михаил Иванович.
17. Министр сельского хозяйства Казахской ССР — Рогинец, Михаил Георгиевич.
18. Министр строительства предприятий тяжелой индустрии Казахской ССР — Оржеховский, Эдуард Иосифович.
19. Министр торговли Казахской ССР — Джиенбаев, Султан Сулейменович.
20. Министр финансов Казахской ССР — Ким, Илья Лукич. (каз.)
21. Министр цветной металлургии Казахской ССР — Береза, Вениамин Григорьевич.
22. Министр энергетики и электрификации Казахской ССР — Батуров, Тимофей Иванович.
23. Министр автомобильного транспорта Казахской ССР — Фомичев, Николай Яковлевич.
24. Министр бытового обслуживания населения Казахской ССР — Конакбаев, Каскатай Досович.
25. Министр коммунального хозяйства Казахской ССР — Кононенко, Даниил Фаддеевич.
26. Министр местной промышленности Казахской ССР — Наумецкий, Пётр Семенович.
27. Министр социального обеспечения Казахской ССР — Омарова, Зауре Садвакасовна.
28. Министр хлебопродуктов и комбикормовой промышленности Казахской ССР — Ауельбеков, Еркин Нуржанович.

## Председатели
1. Председатель Государственного комитета Совета Министров Казахской ССР по делам строительства — Хачатурян, Стюарт Артёмович.
2. Председатель Государственного комитета лесного хозяйства Совета Министров Казахской ССР — Джакипов, Сейтгалий.
3. Председатель Комитета народного контроля Казахской ССР — Козлов, Георгий Алексеевич.
4. Председатель Государственного комитета Совета Министров Казахской ССР по профессионально-техническому образованию — Еренов, Сеитали.
5. Председатель Комитета государственной безопасности при Совете Министров Казахской ССР — Евдокименко, Георгий Степанович.

## Начальники
1. Начальник Главного управления Совета Министров Казахской ССР по материально-техническому снабжению — Рогозов, Виктор Евгеньевич.
2. Начальник Центрального статистического управления при Совете Министров Казахской ССР — Троценко, Зинаида Павловна.
3. Председатель республиканского объединения Совета Министров Казахской ССР «Казсельхозтехника» — Забежанский, Натан Хаимович.
4. Начальник Главного управления шоссейных дорог при Совете Министров Казахской ССР — Гончаров, Леонид Борисович.
5. Начальник Управления угольной промышленности Казахской ССР — Трухин, Пётр Михайлович.
6. Начальник Управления химической промышленности Казахской ССР — Алёшин, Андрей Макарович.
7. Начальник Объединения предприятий нефтедобывающей промышленности Казахской ССР — Утебаев, Сафи Утебаевич.
8. Начальник Объединения предприятий чёрной металлургии Казахской ССР — Ермолаев, Григорий Иванович (1913).